# Maks van Dyk
Pour les articles homonymes, voir van Dyk.

a Compétitions nationales et continentales officielles uniquement.

b Matchs officiels uniquement.
Dernière mise à jour le 24 octobre 2024.
Maks van Dyk, né le 21 janvier 1992, est un joueur de rugby à XV né sud-africain  et naturalisé français en 2019. En 2019, il remporte le championnat de France avec le Stade toulousain. Il joue depuis 2024 aux SaberCats de Houston.

## Biographie
Maks Van Dyk dispute le premier match de sa carrière en Super Rugby, avec l'équipe des Cheetahs alors qu'il n'a que 21 ans, ce qui extrêmement précoce à son poste.[réf. nécessaire]
En 2012, au sein de l'équipe nationale sud-africaine des -20 ans, il remporte la Coupe du Monde de la catégorie en battant en finale la Nouvelle-Zélande.
En 2016, il rejoint le Stade toulousain.
Lors de la finale du Top 14, le 15 juin 2019, il se fait remarquer en demandant la nationalité française au président de la République Emmanuel Macron au cours du protocole d'avant-match. Le président lui répond alors : « Banco ! On lance la procédure ». Il confirme son intention de devenir français durant la semaine qui suit la victoire du Stade toulousain. Il acquiert la nationalité française en septembre 2019.
En 2020, il n'est pas conservé dans l'effectif du Stade toulousain et signe un contrat court avec les Harlequins pour disputer la fin de la saison de championnat d'Angleterre, reporté du 15 août au 24 octobre 2020 à cause de la pandémie de Covid-19.
En octobre 2020, il rejoint l'effectif des Exeter Chiefs, Champion d'Europe et Champion d'Angleterre en titre. En mars 2021, il est prêté aux Worcester Warriors pour un prêt de courte durée.
En mars 2021, il est libéré par Exeter et rejoint la Section paloise en tant que joker médical de Mohamed Boughanmi jusqu'à la fin de la saison en cours. Il prolonge ensuite avec le club jusqu'en 2023.

## Palmarès

### En équipe nationale
- Vainqueur du Championnat du monde junior de rugby à XV 2012 avec l'équipe d'Afrique du Sud des moins de 20 ans.

### En club
- Champion de France en 2019 avec le Stade toulousain.